# Adidas Etrusco Unico
Etrusco Unico es el nombre del balón de fútbol que se usó durante la Copa del Mundo de Italia 1990, la Copa América 1991 disputada en Chile, la Eurocopa de Suecia 1992 y los Juegos Olímpicos de Barcelona 1992. Fue fabricado por la compañía alemana de equipamiento deportivo Adidas.
Fue desarrollada para su uso en la Copa Mundial de Fútbol de 1990 celebrada en Italia, siendo a su vez la primera pelota cuyo uso no se repetía por segunda vez tras el estreno de su predecesora (esto si se tiene en cuenta que, a pesar de sus variantes, Telstar y Tango fueron oficializadas en dos mundiales consecutivos cada una, mientras que Azteca solamente fue oficializada en México 1986), la cuarta pelota fabricada por Adidas para una Copa Mundial de FIFA y la cuarta que basaba su diseño en el estrenado por Telstar en 1970, compuesto por 20 parches hexagonales y 12 pentagonales. Debido a los eventos desarrollados en la Copa Mundial de 1990, se relaciona principalmente a esta pelota con el argentino Diego Armando Maradona, el alemán Lothar Matthäus, el italiano Roberto Baggio y el brasileño Romario.

## Características
Fue el primer balón de competición de la historia con una capa interna de espuma negra de poliuretano, de tal forma que la impermeabilización era total y la pelota era más ligera y rápida. 
El nombre y sus elaboradas figuras se inspiraron en la historia antigua italiana y en la producción artística de los etruscos. 
Si bien, fue el cuarto balón en ser diseñado con el concepto estrenado por Telstar en 1970, consistente en 20 parches hexagonales regulares y 12 pentagonales regulares, la decoración respetaba el concepto de sus predecesoras Tango y Azteca, con los parches pentagonales en blanco y tríadas en negro dentro de cada parche hexagonal, creando cada tríada un efecto circundante al parche pentagonal. Dentro de cada tríada negra, se diseñaron trisqueles blancos, compuestos por tres cabezas de leones etruscos y ribetes etruscos en blanco y negro.
Durante el año 1990 Adidas también fabricó una réplica del Etrusco Único, la cual se llamó Etrusco Primo. La diferencia de este balón con el original era que los bordes eran azules.